# إم أر سي
إم أر سي هي صيغة للملفات تستعمل في سوق العمل المختص بصناعة المجهر الإلكتروني فائق البرودة و التصوير المقطعي الإلكتروني، حيث النتيجة لهذه الطريقة هي خطوط شبكية ثلاثية الأبعاد لفوكسلات كل منها له قيمة تشير إلى كتلة الإلكترون أو الطاقة الكامنة للإلكترون. تم تطويرها من متخبر الأحياء الجزيئية في مجلس البحوث الطبية البريطاني. تم في عام 2014 توحيد الصيغة على مستوى سوق العمل. خواص الصيغة موجودة على موقعة CCP-EM.
تعتبر هذه الصيغة مدعومة من العديد من البرامج الموجودة في قائمة البرامج للأحياء الجزيئية.